# Pentaschistis glandulosa
Pentaschistis glandulosa là một loài thực vật có hoa trong họ Hòa thảo. Loài này được (Schrad.) H.P.Linder mô tả khoa học đầu tiên năm 1990.